# Loupiac (vino)
Loupiac e un vino bianco liquoroso AOC prodotto nel comune di Loupiac a sud est di Bordeaux in Francia.

## Produzione
Nel 2009, di tale vino sono stati prodotti 12500 ettolitri.

## Vitigno
Si ottiene da vitigno sémillon 80%, sauvignon 15% e muscadelle 5%.